# Friedrich Konrad Müller
Friedrich Konrad Müller, kaldet Müller von der Werra (født 14. november 1823 i Ummerstadt i Sachsen-Hildburghausen, død 26. april 1881 i Leipzig) var en tysk digter. 
Müller var først apotekerlærling i Hildburghausen, studerede derpå farmaci og medicin i Heidelberg, senere i Zürich og Bern. Han blev læge i sidstnævnte by, da han på grund af sin holdning i revolutionsåret 1848 ikke kunde blive i Tyskland. Han opgav dog snart lægevidenskaben for digtekunsten og skrev en række friske digte, men evnede ikke at fornye sin digtning, der hurtig stivnede i rutine. Blandt hans samlinger er Reime (1849) og Das Buch der Lieder (1866) de betydeligste. Han udgav et par år før sin død Das Reichskommersbuch.